# Eophoxocephalopsis rhachianensis
Eophoxocephalopsis rhachianensis is een vlokreeftensoort uit de familie van de Phoxocephalopsidae. De wetenschappelijke naam van de soort is voor het eerst geldig gepubliceerd in 1989 door Thurston.